# Homalanthus schlechteri
Homalanthus schlechteri är en törelväxtart som beskrevs av Ferdinand Albin Pax och Käthe Hoffmann. Homalanthus schlechteri ingår i släktet Homalanthus och familjen törelväxter. Inga underarter finns listade i Catalogue of Life.